# Intervals
Intervals ist eine kanadische Progressive-Metal-Band aus Toronto. Sie wird der Djent-Szene zugerechnet. Die Band hat bislang vier Studioalben veröffentlicht.

## Geschichte
Der Gitarrist Aaron Marshall gründete im Jahre 2011 das Projekt Intervals. In seinem eigenen Tonstudio nahm er noch im gleichen Jahr in Eigenregie die EP The Space Between auf, die vom Periphery-Bassisten Adam Getgood produziert wurde. Gleichzeitig suchte Marshall nach weiteren Musikern, um Konzerte spielen zu können. So stießen der Gitarrist Lukas Guyader und der Schlagzeuger Anup Sastry zur Band. Allerdings fanden die Musiker nicht den richtigen Sänger, so dass Intervals als Instrumentalband weitermachten. Im Herbst 2012 wurde die zweite EP In Time veröffentlicht, auf der Olly Steele von der Band Monuments und David Maxim Micic von der Band Destiny Potato Gastsoli beisteuerten. Für das Lied Epiphany wurde ein Musikvideo gedreht und veröffentlicht.
Intervals spielten zahlreiche Konzerte in Kanada und den USA im Vorprogramm von Between the Buried and Me, Structures und Texas in July. Im Herbst 2013 nahm die Band mit dem Produzenten Jordan Valeriote ihr Debütalbum auf. Die Position des Bassisten übernahm zunächst Mike Semesky, der zuvor bei The HAARP Machine spielte. Kurze Zeit später wechselte Semesky auf die Position des Sängers. Anfang 2014 tourte die Band erstmals in Europa zusammen mit Protest the Hero, TesseracT und The Safety Fire. Die Position des Bassisten übernahm Henry Selva, der zuvor bei The Human Abstract spielte. Das Debütalbum A Voice Within wurde am 4. März 2014 veröffentlicht und erreichte Platz 187 der US-amerikanischen Albumcharts. Für die Lieder Moment Marauder, The Escape und Siren Sound wurden Musikvideos gedreht. Im November 2014 gab Mike Semesky seinen Ausstieg aus der Band bekannt.
Im März 2015 veröffentlichten Intervals eine instrumentale Version des Albums A Voice Within über die Plattform Bandcamp. Drei Monate später verließen auch Lukas Guyader und Anup Sastry die Band, nachdem sich die Musiker nicht über die weitere Entwicklung der Band einigen konnten. Aaron Marshall führte die Band alleine weiter und begann mit den Arbeiten am zweiten Studioalbum. Als Gastmusiker sind der Bassist Cameron McLellan (Protest the Hero) und der Schlagzeuger Travis Orbin (Darkest Hour) zu hören. Die Veröffentlichung von The Shape of Colour erfolgte am 4. Dezember 2015. Am 1. Dezember 2017 veröffentlichte Marshall das vierte Studioalbum The Way Forward in Eigenregie.

## Diskografie

### Alben
- 2014: A Voice Within
- 2015: A Voice Within (Instrumental)
- 2015: The Shape of Colour
- 2017: The Way Forward
- 2020: Circadian
- 2024: Memory Palace

### EPs
- 2011: The Space Between
- 2012: In Time